# ひめゆりの塔 (1995年の映画)
『ひめゆりの塔』（ひめゆりのとう）は1995年5月27日に公開された日本映画。仲宗根政善の『ひめゆりの塔をめぐる人々の手記』と1953年の映画『ひめゆりの塔』の水木洋子の脚本を原作に、実在の人々をモデルにして各エピソードにも慎重に検証を重ねたうえで再現した。製作は東宝映画。配給は東宝。カラー、ビスタビジョンサイズ。上映時間は121分。

## あらすじ
沖縄師範学校女子部と沖縄県立第一高等女学校は、別名“ひめゆりの学園”と呼ばれていた。昭和19年7月、本来ならば夏休みを実家で過ごすはずの生徒たちは激しくなる戦争に備え、皇国臣民の責務を果たすために再び学校へ招集された。アメリカ軍の攻撃により女生徒や教員達には壮絶な運命が待ち受けていた。

## キャスト
- 宮城千代子：沢口靖子

女学校の教員。
- 仲宗根政文：永島敏行

女学校の教員。最後まで生き抜く事を生徒達に諭す。
- 渡久地泰子：後藤久美子

女学校の生徒。途中で脚を負傷してしまい、野戦病院に留まる事を決意する。
- 野里綾：中江有里
- 神谷トシ：大路恵美
- 大城清子：今村恵子
- 西銘ノブ：早勢美里
- 大湾シゲ子：酒井美紀
- 大城幸子：尾羽智加子
- 知念雅子：吉沢梨絵
- 石川菊：佐藤友紀
- 比嘉藤子：伊藤美奈子
- 垣花久子：大島花子
- 大杉少尉：髙嶋政宏

重傷を負った兵士。
- 野口校長：神山繁
- 西銘カナ：吉行和子
- 屋良照子：長谷川かずき
- 黒島初江：馬渕英里何
- 仲村満子：坂野友香
- 仲本妙子：芦川ゆかり
- 新城シマ：滝沢幸代
- 上地道子：磯春陽
- 比嘉昭代：久積絵夢
- 犠保ヒロ子：藤倉珠紀
- 新崎富：篠原友紀
- 安里晶子：小田絵梨香
- 上原フミ：熊谷真実
- 西村忠義：大林丈史
- 高嶺孝四郎：本田博太郎
- 成田衛生兵：大森嘉之
- 喜屋武信正：平泉成
- 真壁の老人：浜村純
- 山岡部長：石橋蓮司
- 岡野進一郎、上田耕一、安藤一夫、秋間登、石濱朗、坂田雅彦、天田益男、中野みゆき、高橋一生　ほか

## スタッフ
- 監督：神山征二郎
- 製作：風野健治、橋本幸治
- 原作：仲宗根政善『ひめゆりの塔をめぐる人々の手記』、水木洋子
- 脚本：神山征二郎、加藤伸代
- 音楽：佐藤勝
- 主題歌：石嶺聡子『花』
- 撮影：飯村雅彦
- 美術：育野重一
- 録音：池田昇
- 照明：大澤暉男
- 編集：近藤光雄
- 助監督：米田興弘、手塚昌明、南柱根、島田充、神戸明
- 撮影協力：沖縄県、糸満市、南風原町、財団法人沖縄県女師・一高女ひめゆり同窓会、日本航空　ほか
- 企画協力：角川書店
- 東宝映画作品

## 受賞歴
- 1995年 - 第19回日本アカデミー賞 優秀主演女優賞（沢口靖子）・優秀音楽賞・優秀撮影賞・優秀美術賞・優秀録音賞・優秀照明賞[3]。

## 映像ソフト化
- （日本語）『ひめゆりの塔』（VHS）東宝、1996年6月1日、該当時間: 121分。ASIN B00005GDXO。
- （日本語）『ひめゆりの塔』（DVD）東宝、2020年8月19日、該当時間: 121分。ASIN B088P1VM92。TDV30095D。